# Lee Seung-gi
Lee Seung-gi (hangul: 이승기; nascido em 13 de janeiro de 1987) é um ator, cantor, anfitrião e animador sul-coreano. Conhecido como ''Príncipe das Baladas'', Lee já teve inúmeras canções de sucesso ''Por quê você é minha mulher'', ''Você se casará comigo'' e ''Retornar''. Ele ganhou mais sucesso como ator com papéis principais em dramas populares como ''Brilliant Legacy'' (2009), ''Minha Namorada é uma Gumiho'' (2010), ''Gu Familly Gook'' (2013 e ''Hwayugi - A Korean Odyssey'' (2018). Ele foi membro da primeira temporada do  programa de variedades de fim de semana, ''2 Dias e Uma Noite'', de novembro de 2007 a fevereiro de 2012 e o anfitrião do talk show ''Strong Heart'' de outubro de 2009 a abril de 2012. 
O sucesso de Lee como cantor, ator e anfitrião ganhou o titulo de: ''Ameaça Tripla''. Ele foi incluído pela primeira vez na ''Forbes Korea Power Celebrity'' em 2010, ficando em 7º, logo após em 4º, e depois em 6º em 2012 e 2015.

## Educação
Lee se graduou na Universidade Dongguk, obteve seu diploma em comércio internacional e comércio em 20 de fevereiro de 2009 e recebeu um prêmio de realização especial em sua formatura. Ele continuou seus estudos obtendo dois mestrados, Teoria do Comércio, além de Finanças e Conteúdos Culturais na Escola de Graduação Dongguk.

## Carreira

### 2004-Presente: Cantor.
Escrito pelo cantor Lee Sun-hee, Lee treinou por 2 anos antes de estrear em 5 de junho de 2004 aos 17 anos. ''Por quê você é minha mulher (Because You're My Girl)'', sua música de estreia de seu primeiro álbum ''The Dream of a Moth'', tornou-se uma balada popular que criou uma síndrome de ''gostar de mulheres mais velhas'' na Coreia do Sul. Com essa música, ele ganhou o prêmio ''Best Newcomer'' em várias cerimônias de premiação musical em 2004, como o Mnet KM Music Festival e Seoul Music Awards. Em 2007, ele também ganhou o prêmio ''Melhor Artista Masculino Solo'' no Festival de Música Mnet KM com sua música ''Mentira Branca (White Lie)'' de seu terceiro álbum, ''Story of Separation (História da Separação)''.
Lee lançou um título único digital ''Will You Marry Me (Você se casará comigo)'' em 2009, que se tornou um sucesso na Coreia do Sul. Com este single, ele recebeu o prêmio ''Digital Single Bonsang'' no 24º Golden Disk Awards. No mesmo ano, ele lançou seu quarto álbum Shadow, que foi um sucesso e vendeu 40 mil cópias pré-requisito mesmo antes do lançamento.
Em 2010, ele gravou uma versão dupla de sua música de 2007, ''Smile Boy (Garoto Sorridente)'', com a estilista e patinadora Kim Yuna, que se tornou a canção comercial oficial da Copa do Mundo da FIFA 2010 na Coreia do Sul.

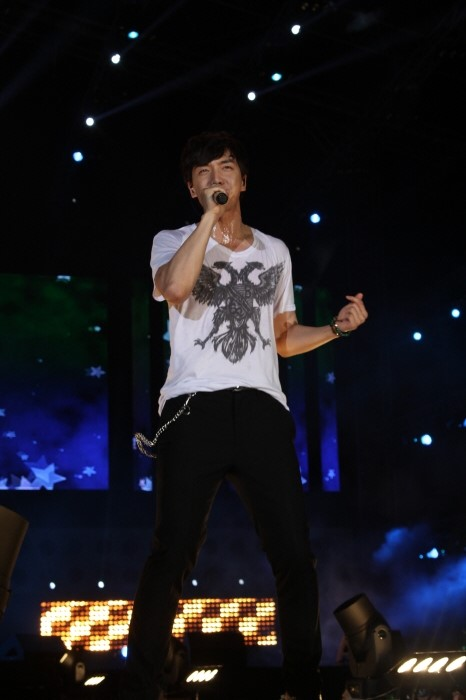
No festival Yeosu Pop Festival, 2012.

Ele também recebeu o prêmio ''Digital Single Bonsang'' pela segunda vez consecutiva no 25º Golden Disk Awards com sua música, ''Love Taught Me To Drink''. Isto foi seguido pelo lançamento de seu quinto álbum, ''Tonight'' em 2011, uma partida das tradicionais baladas tradicionais de Lee e engloba mais um som e melodias de estilo banda rock. A canção-título ''Are not we friends'' superou instantaneamente as listas de música on-line após a liberação.
Em 6 de março de 2012, Lee fez sua estreia no Japão com o lançamento de seu primeiro álbum japonês ''Time for Love'' (também traduzido como Alone in Love) e um single do mesmo título. Tanto o álbum quanto o single classificaram o número um no Oricon Daily Chart. Para comemorar seu sucesso, Lee realizou uma reunião de fãs na Tokyo Dome City Hall. Ele realizou um concerto na Nippon Budokan, Tóquio, em 2 de junho de 2012, três meses após sua estreia. 
De volta a Coreia do Sul no mesmo ano, Lee lançou um mini álbum intitulado Forest. A música do titulo ''Retornar'' definiu um registro para ser o número um por seis semanas consecutivas na Coreia K-Pop Hot 100 da Billboard.
Em 10 de junho de 2015, Lee fez sua música voltar com seu sexto álbum e... depois de um hiato de dois anos e sete meses.
Em 21 de janeiro de 2016, a agência de Lee, Hook Entertainment, anunciou que Lee iria se alistar em 1º de fevereiro. Como presente para os fãs, Lee também lançou uma nova faixa no dia 21 de janeiro ao meio-dia, intitulada ''I Am Going to the Military''. Em 3 de março de 2016, a música de Lee ''Meet Someone Like Me'' foi lançada. O único é a última música que Lee registrou antes de se juntar ao exercito, e foi produzido pelo cantor Psy.

### 2006-presente: Ator.
Em 2005, Lee visitou a sitcom Nonstop da MBC. Ele então estreou oficialmente como ator no drama do fim de semana de KBS The Infamous Chil Sisters.
Ele foi então lançado como o líder masculino no drama do fim de semana da SBS Brilliant Legacy em 2009, co-estrelado por Han Hyo-joo. O drama manteve o seu primeiro lugar nas avaliações de espectadores ao longo de sua corrida, com seu episódio final alcançando uma classificação de visualizador de 47,1%. O enorme sucesso aumentou a popularidade de Lee como ator e levou a maiores ofertas publicitárias para o ator. Com este drama, ele recebeu o prêmio "Excelência em atuação", o prêmio "Top 10 Stars" e o prêmio "Best Couple" com Han Hyo-joo no 2009 SBS Drama Awards.
Isso foi seguido pelo drama de fantasia do SBS ''My Girlfriend Is a Nine-Tailed Fox'' em 2010, jogando um dublê de ouvintes com estudantes universitários. Seu desempenho lhe valeu o segundo prêmio "Excelência em atuação" no prêmio SBS Drama 2010.
Lee, então, estrelou o drama de ação do MBC The King 2 Hearts (2012), a atriz oposta, Ha Ji-won, o drama histórico da fantasia ''Gu Family Book'' (2013) ao lado de Bae Suzy e o drama policial de SBS ''You're All Surrounded'' (2014). 
Em 2015, Lee fez sua estreia no cinema com a comédia romântica ''Love Forecast'' (também conhecida como Today's Love), que co-estrelas Moon Chae-won.
Em 20 de julho de 2015, Lee foi lançado no filme histórico ''Marital Harmony'' com Shim Eun-kyung, dirigido pelo diretor do Face Reader Han Jae-rim.
Em 2017, Lee foi lançado no próximo drama de fantasia ''Hwayugi'' (também conhecido como A Korean Odyssey), escrito pelas irmãs Hong. Isso marca seu primeiro projeto após o alistamento.

### 2007-presente: Anfitrião e Animador.
Lee foi um membro permanente da primeira temporada de 1 Night 2 Days, um segmento do show de variedades de fim-de-semana de KBS Happy Sunday, de novembro de 2007 a fevereiro de 2012. Conhecido pelo apelido de "Heodang", sua aparição no show o atingiu na fama e fez dele um nome familiar. Em 2008, ele recebeu o prêmio "Melhor popularidade" no KBS Entertainment Awards devido à sua popularidade com o público em 1 Noite 2 Dias. Ele também ganhou o prêmio "Top Excellence Host" no KBS Entertainment Awards de 2010 e o prêmio "Daesang" com os outros membros do elenco da primeira temporada no 2011 KBS Entertainment Awards.
Lee assumiu um papel de hospedagem no programa de entrevistas da SBS em terça-feira à noite, Strong Heart, em outubro de 2009, com Kang Ho-dong. Foi reconhecido como o "Melhor Programa" nos 2009 SBS Entertainment Awards e Lee recebeu o prêmio "Popularidade de Netizens". Lee foi novamente reconhecido por seu papel no programa de entrevistas e recebeu o prêmio "Top Excellence Host" por dois anos consecutivos no SBS Entertainment Awards 2010 e 2011. Em março de 2012, Lee anunciou sua partida de Strong Heart para se concentrar em sua carreira de cantor. Ele gravou seu último episódio em 15 de março, que foi transmitido em 3 de abril.
Lee reuniu-se com 1 Night 2 Days e PD Na Young-seok no reality show New Journey to West em 2015.
Em 2017, Lee foi anunciado para se juntar ao elenco do programa de variedades SBS All The Butlers.

## Na média
Lee é conhecido por sua imagem limpa e positiva, que lhe valeu o apelido de "Nation's Umchina". Ele é um dos modelos comerciais mais sofisticados e populares e endossantes de celebridades na Coreia do Sul. Ele endossa uma grande variedade de produtos e serviços e, de forma consistente, ocupa o lugar no levantamento mensal de avaliadores da Korea Advertisers Association.
Em 23 de junho de 2012, Lee foi um dos portadores de tocha no relevo Torch de Olimpíadas de Verão de 2012 escolhido pela Samsung. Em 30 de outubro de 2012, a Comissão Eleitoral Nacional da Coreia do Sul nomeou Lee como Embaixador Honorário Online da campanha da nação para uma eleição presidencial justa e limpa.

## Vida Pessoal
Em janeiro de 2014, revelou-se que Lee estava namorando a Yoona do grupo feminino Girls 'Generation desde setembro de 2013. Em 13 de agosto de 2015, suas duas agências confirmaram que terminaram seu relacionamento devido a seus horários ocupados, mas continuam sendo amigos.

### Serviço militar
Em 1 de fevereiro de 2016, Lee começou seus 21 meses de serviço militar obrigatório como soldado de serviço ativo, entrando no Centro de Treinamento de Recrutamento do Exército Nonsan em Chungcheongnam-do. Depois de treinar lá durante cinco semanas, ele foi despachado para o seu papel atribuído após a cerimônia de conclusão. Lee foi formalmente dado de alta em 31 de outubro de 2017 dos militares do município de Jeungpyeong, na província de Chungcheong, onde era membro das forças especiais (13a Brigada das Forças Especiais 'Pantera Negra', Comando de Guerra Especial do Exército da República da Coreia)

## Discografia

### Álbuns de estúdio
- 2004 – The Dream Of A Moth (EMI Music Korea)
- 2006 – Crazy For You (Direct Media)
- 2007 – Story Of Separation (Vitamin Entertainment)
- 2009 – Shadow (Hook Entertainment)
- 2011 – Tonight (Hook Entertainment)

#### Álbuns remake
- 2006 – When A Man Loves A Woman (Vitamin Entertainment)
- 2008 – When A Man Loves A Woman Vol. 2 (Vitamin Entertainment)

#### Álbuns japoneses
- 2012 – Time for Love (Universal Music Japan)

#### Álbuns ao vivo
- 2007 – Love – The 1st Concert
- 2011 – Hope Concert in Seoul 2010 (Japan Version)
- 2011 – Hope Concert in Seoul 2010 (Korean Version)
- 2012 – Hope Concert in Seoul 2011 (Korean Version)
- 2012 – Japan First Concert in JAPAN 2012
- 2013 – Hope Concert in Seoul 2012 (Korean Version)
- 2013 – Japan Second Concert in JAPAN 2013
- 2014 – Hope Concert in Seoul 2013 (Korean Version)

### EP
- 2007 – Unfinished Story (Vitamin Entertainment)
- 2010 – Shadow (Repackage) (Hook Entertainment)
- 2012 – Forest (Hook Entertainment)

### Coleções
- 2012 – Lee Seung Gi – The Best

### Singles
- 2004 – Confession (고해) (Remake)
- 2008 – Let's Go On A Vacation (여행을 떠나요) (Remake)
- 2009 – Will You Marry Me (결혼해 줄래) (com a participação de Bizniz)
- 2009 – Like The Beginning, Just Like Then (처음처럼 그때처럼) (com a participação de Minkyung de Davichi)
- 2010 – Smile Boy (Rock ver.) (com a participação de Kim Yuna)
- 2010 – Smile Boy 2010
- 2010 – Losing My Mind (정신이 나갔었나봐)
- 2010 – From Now On I Love You (지금부터 사랑해)
- 2011 – Time for Love (연애시대) (com a participação de Ra.D e Han Hyo-joo)
- 2013 – Last Word (마지막 그 한마디)

## Filmografia

### Dramas
| Ano       | Rede | Título                             | Personagem    | Co-estrelas                                | Observações    |
| --------- | ---- | ---------------------------------- | ------------- | ------------------------------------------ | -------------- |
| 2004-2005 | MBC  | Nonstop 5                          | Lee Seung Gi  | Convidado especial                         | Sitcom         |
| 2006      | KBS  | The Infamous Chil Sisters          | Hwang Tae Ja  | Lee Tae-ran, Choi Jung-won, Shin Ji-soo    |                |
| 2009      | SBS  | Brilliant Legacy                   | Sun-Woo Hwan  | Han Hyo-joo, Moon Chae-won, Bae Soo-bin    | Ator principal |
| 2010      | SBS  | My Girlfriend Is a Nine-Tailed Fox | Cha Dae Woong | Shin Min-a, No Min-woo, Park Soo-jin       | Ator principal |
| 2011      | MBC  | The Greatest Love                  | Lee Seung Gi  |                                            | Cameo          |
| 2012      | MBC  | The King 2 Hearts                  | Lee Jae Ha    | Ha Ji Won, Lee Yoon-ji, Jo Jung-suk        | Ator principal |
| 2013      | MBC  | Gu Family Book                     | Choi Kang-Chi | Bae Suzy, Yoo Yeon-seok, Jung Hye-young    | Ator principal |
| 2014      | SBS  | You're All Surrounded              | Eun Dae Gu    | Cha Seung-won, Go Ara                      | Ator principal |
| 2017-2018 | tvN  | Hwayugi                            | Son Oh-gong   | Oh Yeon‑seo, Cha Seung‑won                 | Ator principal |
| 2019      | SBS  | Vagabond                           | Cha Dal-gun   | Suzy, Shin Sung-rok                        | Ator principal |
| 2021      | tvN  | Mouse                              | Jeong Ba-reum | Lee Hee-joon, Park Ju-hyun e Kyung Soo-jin | Ator principal |

## Videografia
| Ano  | Título                                                                         | Estrelando                   | Com                                |
| ---- | ------------------------------------------------------------------------------ | ---------------------------- | ---------------------------------- |
| 2004 | Because You're My Girl (내 여자라니까)                                         | Kim Sa Rang                  |                                    |
| 2004 | Delete (삭제)                                                                  |                              |                                    |
| 2006 | Words That Are Hard To Say (하기 힘든 말)                                      | Nam Sang Mi                  |                                    |
| 2006 | Shape Of Your Lips (입모양)                                                    |                              |                                    |
| 2006 | Please (제발), Desire And Hope (원하고 원망하죠), Addio (아디오), Tears (눈물) | Park Min-ji                  |                                    |
| 2007 | White Lie (착한 거짓말), Why... Are You Leaving (왜...가니)                    | Wang Ji-hye                  |                                    |
| 2008 | I'll Give You All (다 줄꺼야)                                                  |                              |                                    |
| 2008 | Let's Go On A Vacation (여행을 떠나요)                                         |                              | 1 Night 2 Days                     |
| 2009 | Let's Break Up (우리 헤어지자)                                                 | Lee Se-na                    |                                    |
| 2010 | Smile Boy (versão rock)                                                        | Kim Yuna                     |                                    |
| 2010 | Losing My Mind (정신이 나갔었나봐)                                             |                              |                                    |
| 2010 | From Now On I Love You (지금부터 사랑해)                                       |                              | My Girlfriend Is a Nine-Tailed Fox |
| 2011 | Aren't We Friends (친구잖아)                                                   |                              |                                    |
| 2012 | Time for Love (恋愛時代)                                                       | Park Shin-hye                |                                    |
| 2012 | Aren’t We Friends (チングジャナ -友達だから-)                                  | Park Shin-hye, Joo Sang-wook |                                    |
| 2012 | Return (되돌리다)                                                              | Park Gun-tae, Kim Yoo-jung   |                                    |
| 2012 | An Invitation For Me (나에게 초대)                                             |                              |                                    |
| 2012 | Forest (숲)                                                                    |                              |                                    |
| 2013 | Last Word (마지막 그 한마디)                                                   |                              | Gu Family Book                     |

## Publicidade
| Ano       | Nome da empresa                        | Marca                           | Artigo                             | Co-estrela                                            |
| --------- | -------------------------------------- | ------------------------------- | ---------------------------------- | ----------------------------------------------------- |
| 2004      | Giordano                               | Giordano                        | Vestuário                          |                                                       |
| 2005      | Haitai                                 | Osa                             | Confeitaria                        | Park Min-ji                                           |
| 2006      | Crown                                  | Crown Bakery                    | Comida                             |                                                       |
| 2008      | Seoul Milk                             | Seoul Milk                      | Comida                             |                                                       |
| 2008      | Perikana                               | Perikana Chicken                | Comida                             |                                                       |
| 2008-2009 | Nong Shim                              | Noodle                          | Comida                             | Shingu (2008) Lee Hye-suk, Lee Su-geun (2009)         |
| 2008-2009 | Edwin                                  | Edwin                           | Vestuário                          |                                                       |
| 2009      | Homplus Co.                            | Homeplus                        | Distribuição                       | Kang Ho-dong, MC Mong, Lee Su-geun, Eun Ji-won, Kim C |
| 2009      | Jinro                                  | Max                             | Cerveja                            | Kim Sun-a                                             |
| 2009      | Woongjin Foods                         | Barley                          | Bebidas                            |                                                       |
| 2009-2012 | Samsung Electronics                    | Samsung Zipel                   | Eletrônica                         | Yoon Eun-hye (2009) Cha Seung-won (2011) Psy (2012)   |
| 2009-2014 | KB Financial Group                     | KB Hope Campaign                | Finança                            | Kim Yuna                                              |
| 2010      | Samsung Electronics                    | Samsung Zipel Massimo           | Eletrônica                         |                                                       |
| 2010      | KB Kookmin Card                        | KB Goodday Card                 | Finança                            |                                                       |
| 2010-2011 | KB Kookmin Card                        | KB DC Star Shop                 | Finança                            |                                                       |
| 2010-2011 | KB Kookmin Card                        | KB Rock Star                    | Finança                            |                                                       |
| 2010-2012 | HTB                                    | Pyeongchang, Gangwon Can        | Bebidas                            |                                                       |
| 2010-2012 | Daesang Group                          | Chung Jung Won                  | Comida                             |                                                       |
| 2010-2012 | Daesang Group                          | Chung Jung Won Curry Queen      | Comida                             |                                                       |
| 2010-2012 | Kolon Industries                       | Kolon Sports                    | Vestuário                          | Lee Min-jung                                          |
| 2010-2012 | Danone korea                           | Danone Activia                  | Comida                             |                                                       |
| 2010-2012 | Korea Cosmetics                        | The Saem                        | Cosméticos                         |                                                       |
| 2010-2012 | HTB                                    | Family Mart Sunkist Juice       | Bebidas                            |                                                       |
| 2010-2013 | LG Household & Health Care             | STANDARD 46cm, SUPERIOR Total 7 | Casa                               | Heo Anna (2011) Kim Jun-hyun (2012)                   |
| 2010-2012 | Samsung Electronics                    | Samsung Zipel Grande Style      | Eletrônica                         |                                                       |
| 2010-2012 | KB Kookmin Card                        | KB Wise Home Card               | Finança                            |                                                       |
| 2010-2013 | Pizza Hut                              | Pizza hut                       | Comida                             |                                                       |
| 2010-2012 | Ministry of Strategy and Finance       | Lotto Comission                 | Pública                            |                                                       |
| 2010-2012 | Cheil Industries                       | FUBU                            | Vestuário                          |                                                       |
| 2010-2013 | Sejung                                 | HERITORY                        | Vestuário                          | Jeong Yu-mi (2012)                                    |
| 2012-2013 | Samsung Electronics                    | Samsung Zipel T9000             | Eletrônica                         |                                                       |
| 2013-2014 | Bayer Korea                            | Berocca                         | Suplementos                        |                                                       |
| 2013-2014 | Hanwoo Board                           | Gado                            | Comida, Embaixadora da Boa Vontade |                                                       |
| 2013-2014 | Cuckoo Electronics                     | CUCKOO                          | Eletrônica                         |                                                       |
| 2013-2014 | WEMAKE                                 | WE MAKE PRICE                   | Comércio                           | Lee Seo-jin                                           |
| 2013-2014 | Firstlook Outdoor                      | Firstlook                       | Vestuário                          |                                                       |
| 2013-2014 | Real Cheese Chip, Real Brownie Blondie | MarketO                         | Confeitaria                        |                                                       |

## Prêmios e indicações
| Ano                                             | Prêmio                                                              | Categoria                                                    | Trabalho                            |
| ----------------------------------------------- | ------------------------------------------------------------------- | ------------------------------------------------------------ | ----------------------------------- |
| 2004                                            | M.net KM Music Festival                                             | Melhor estreante                                             | Canção – Because You're My Girl     |
| 2004                                            | 15th Seoul Music Awards                                             | Melhor estreante                                             | Canção – Because You're My Girl     |
| 2004                                            | SBS Music Awards                                                    | Melhor estreante                                             | Canção – Because You're My Girl     |
| 2004                                            | MBC Best 10 Singers Music Festival                                  | Melhor estreante                                             | Canção – Because You're My Girl     |
| 2004                                            | MBC Entertainment Awards                                            | Prêmio Especial do Cantor                                    | Canção – Because You're My Girl     |
| 2006                                            | M.net KM Music Festival                                             | Prêmio de Excelência (Balada)                                | Canção – Words That Are Hard To Say |
| 2006                                            | SBS Music Awards                                                    | Prêmio Bonsang                                               | Canção – Words That Are Hard To Say |
| 2006                                            | Korea Best Dresser Awards                                           | Prêmio Cantor                                                |                                     |
| 2007                                            | M.net KM Music Festival                                             | Melhor artista solo masculino                                | Canção – White Lie                  |
| 2008                                            | Korea Entertainment Arts Awards                                     | Melhor cantor masculino (Balada)                             |                                     |
| 2008                                            | KBS Entertainment Awards                                            | Prêmio de Popularidade                                       | Show de variedade – 1 Night 2 Days  |
| 2009                                            | Korea Advertiser Awards                                             | Modelo do Ano                                                |                                     |
| 2009                                            | Golden Disk Awards                                                  | Digital Single Bonsang Award                                 | Canção – Will You Marry Me          |
| 2009                                            | SBS Entertainment Awards                                            | Prêmio de Popularidade (Netizen)                             | Show de variedade – Strong Heart    |
| 2009                                            | SBS Review of Programs (julho a dezembro 2009)                      | Prêmio Especial MC                                           | Show de variedade – Strong Heart    |
| 2009                                            | M.net 20's Choice Awards                                            | Melhor estrela o drama masculino                             | Drama – Brilliant Legacy            |
| 2009                                            | SBS Drama Awards                                                    | Excelência em Atuação (Produção especial)                    | Drama – Brilliant Legacy            |
| 2009                                            | SBS Drama Awards                                                    | Prêmio de Melhor Casal com Han Hyo-joo                       | Drama – Brilliant Legacy            |
| 2009                                            | SBS Drama Awards                                                    | Top 10 Stars Award                                           | Drama – Brilliant Legacy            |
| 2010                                            |                                                                     |                                                              | Drama – Brilliant Legacy            |
| Seoul International Drama Awards                | Prêmio de Popularidade (Netizen) (Coreia do Sul)                    |                                                              | Drama – Brilliant Legacy            |
| 46th Baeksang Arts Awards                       | Prêmio de Melhor Popularidade, Masculino (TV)                       |                                                              | Drama – Brilliant Legacy            |
| Korea Advertiser Awards                         | Modelo do Ano                                                       |                                                              |                                     |
| Golden Disk Awards                              | Digital Single Bonsang Award                                        | Canção – Love Taught Me To Drink                             |                                     |
| Melon Music Awards                              | Top 10 Artists Award                                                | Canção – Losing My Mind                                      |                                     |
| Melon Music Awards                              | Special OST Award                                                   | Canção – Losing My Mind                                      |                                     |
| KBS Entertainment Awards                        | Prêmio de Excelência de MC (Visualizar / Divisão de Entretenimento) | Show de variedade – 1 Night 2 Days                           |                                     |
| SBS Entertainment Awards                        | Prêmio de Popularidade (Netizen)                                    | Show de variedade – Strong Heart                             |                                     |
| SBS Entertainment Awards                        | Prêmio de Excelência de MC                                          | Show de variedade – Strong Heart                             |                                     |
| SBS Drama Awards                                | Melhor casal com Shin Min-a                                         | Drama – My Girlfriend Is a Nine-Tailed Fox                   |                                     |
| SBS Drama Awards                                | Top 10 Stars Award                                                  | Drama – My Girlfriend Is a Nine-Tailed Fox                   |                                     |
| SBS Drama Awards                                | Excelência em Atuação (Drama Especial)                              | Drama – My Girlfriend Is a Nine-Tailed Fox                   |                                     |
| Korean Ministry of Culture, Sports, and Tourism | Hallyu Merit Award                                                  |                                                              |                                     |
| 2011                                            |                                                                     |                                                              |                                     |
| Savings' Day                                    | Presidente citação                                                  |                                                              |                                     |
| KBS Entertainment Awards                        | Grande prêmio (com 1 Night 2 Days)                                  | Show de variedade – 1 Night 2 Days                           |                                     |
| SBS Entertainment Awards                        | Prêmio de Popularidade (Netizen)                                    | Show de variedade – Strong Heart                             |                                     |
| SBS Entertainment Awards                        | Prêmio de Excelência de MC (Talk show)                              | Show de variedade – Strong Heart                             |                                     |
| 2012                                            | 21st Seoul Music Awards                                             | Prêmio de Excelência                                         | Canção – Aren't We Friends          |
| 2012                                            | 21st Seoul Music Awards                                             | Bonsang Award                                                | Canção – Aren't We Friends          |
| 2012                                            | 1st Gaon Chart K-Pop Awards                                         | Cantor do Ano (#1 em outubro de 2011)                        | Canção – Time for Love              |
| 2013                                            | 22nd Seoul Music Awards                                             | Prêmio de Popularidade                                       | Canção – Return                     |
| 2013                                            | 22nd Seoul Music Awards                                             | Bonsang Award                                                | Canção – Return                     |
| 2013                                            | 2nd Gaon Chart K-Pop Awards                                         | Cantor do Ano (#1 em dezembro de 2012)                       | Canção – Return                     |
| 2013                                            | Mnet Asian Music Awards                                             | Melhor desempenho - Masculino                                | Canção – Return                     |
| 2013                                            | MBC Drama Awards                                                    | Prêmio de Melhor Casal com Bae Suzy                          | Drama - Gu Family Book              |
| 2013                                            | MBC Drama Awards                                                    | Prêmio de Popularidade                                       | Drama - Gu Family Book              |
| 2013                                            | MBC Drama Awards                                                    | Prêmio de Melhor alta excelência para Minissérie (Masculino) | Drama - Gu Family Book              |